# Antony Szeto
Antony Szeto (chino: 司徒 永华) es un director de cine y productor australiano residente sobre todo en Hong Kong.
Szeto nació en Sídney, Australia, pero se mudó a Hong Kong cuando era muy joven. Se crio en Hong Kong y regresó a Australia para completar su escuela secundaria. Poco después de terminar la escuela se trasladó a China, donde estudió en la Universidad Deportiva de Beijing con especialización en artes marciales chinas. Después de graduarse, fue contratado por el equipo de Wushu de Australia, donde compitió por su país. Szeto también entrenó como especialista y es un ejecutante del truco registrado en Nuevo Gales del Sur Equity, una unión estatal con sede en Australia para los actores. Luego pasó a estudiar en la Universidad de Bond en Queensland, Australia, donde ganó premios como el Premio a Mejor Director Estudiantil.
Después de completar su grado, trabajó en una empresa de construcción naval, donde estudió y obtuvo su MBA, asendiendo en una posición ejecutiva de alto nivel antes de salir de la empresa para iniciar su propia empresa de animación con sus amigos. Allí dirigió el primer largometraje CGI de Hong Kong llamada DragonBlade: The Legend of Lang. La película recibió una nominación para un premio Golden Horse, y Szeto ganó un Premio del Sindicato de Directores de Australia. En 2007 dirigió una pruducción fílmica de Jackie Chan llamada "Wushu" (武术 之 少年 行), protagonizada por Sammo Hung. La película tuvo un estreno de alto perfil en el Festival de Cine de Cannes 2008.